# How High the Moon
How High the Moon è uno jazz standard composto dall'autore statunitense Morgan Lewis con testo scritto dall'attrice statunitense Nancy Hamilton. Il brano è stato pubblicato nel 1940, inserito nel musical di Broadway Two for the Show, in cui è stato cantato da Alfred Drake e Frances Comstock.

## Altre interpretazioni
Tra gli artisti che hanno interpretato il brano vi sono Benny Goodman, Les Paul con Mary Ford, Ella Fitzgerald, Louis Armstrong, Nat King Cole, Duke Ellington, Gloria Gaynor, June Christy con l'orchestra di Stan Kenton, e molti altri.
How High the Moon è uno degli standard americani più eseguiti dai musicisti e cantanti di Jazz e Swing, al punto che il modo stesso di suonare e interpretare il brano è cambiato nel tempo. Alcune sue interpretazioni sono diventate infatti dei punti di riferimento e ne hanno influenzate altre. 
Un esempio su tutte è la versione registrata da Ella Fitzgerald per la prima volta nel 1947, e che rende veramente scattante, veloce e brillante il brano (originalmente concepito come ballad lenta). Ella Fitzgerald, dopo il primo minuto in cui sembra attenersi al passo lento del brano, gli dà un'improvvisa virata, accelerandolo con un fraseggio scat, e iniziando così l'improvvisazione sul tema iniziale, da vera cantante jazz. Da quel momento in poi spunteranno altre interpretazioni veloci del brano. Da evidenziare quella strumentale che il vibrafonista Lionel Hampton eseguì dal vivo nel 1954, e che, dopo un incipit "mimetizzato" e quasi irriconoscibile, attacca il tema, poi riprende il fraseggio in scat della precedente versione della Fitzgerald, aggiungendo infine nuove frasi ed improvvisazioni.
Sarà la stessa Fitzgerald a rilanciarla nel 1960, in quella che è forse la versione più celebre e celebrata del brano, nel suo disco live Ella in Berlin. Qui la Fitzgerald, a sua volta, riprende la versione di Hampton di 6 anni prima, e in un certo modo chiude il cerchio, completandola con altre brillanti improvvisazioni, tra le quali citazioni dalla sigla della telefilm Perry Mason e l'altro standard Smoke Gets in Your Eyes.
La Fitzgerald, sin dalla sua prima versione del 1947, si ispira chiaramente al nuovo stile del Bebop. Al punto da citare direttamente, in un passaggio della sua improvvisazione in scat, un'altra versione di How High the Moon, che dovremmo forse chiamare "variazione". Questa versione/variazione si intitola Ornithology. Fu registrata 2 anni prima, nel 1946, da Charlie Parker, grandissimo sassofonista e massimo esponente della corrente musicale del Bebop, che proprio in quegli anni stava contribuendo a sviluppare insieme ad altri grande musicisti. Ornithology è una personalissima versione strumentale di How High the Moon: una versione "mascherata", che parte dalla stessa base di accordi, ma sviluppa una melodia differente da quella di partenza. L'interpretazione di Parker è sporca, calda, molto più veloce, scattante, vibrante delle precedenti interpretazioni del brano. Decisamente distante da quella di How High the Moon che fece, ad esempio, Benny Goodman nel 1940, forse la prima a rendere noto questo brano al pubblico.
Per concludere questo treno di influenze e citazioni, è doveroso citare la versione di Ornithology registrata nel 1951 per l'album The Amazing Bud Powell da Bud Powell, grandissimo pianista e altro nome di spicco del Bebop. Qui Bud Powell non solo re-interpreta a modo suo il nuovo standard di Charlie Parker (che a sua volta re-interpretava lo standard How High the Moon) ma ci infila una corposa citazione di un altro bellissimo brano dello stesso Powell: Celia, a sua volta tratto dall'album Jazz Giant , registrato nel 1949-50